# Страсбурзький археологічний музей
Страсбурзький археологічний музей (фр. Musée Archéologique de Strasbourg) — археологічний музей, присвячений археології Страсбурга та Ельзасу.

## Історія
Музей було засновано у кінці XIX століття й спершу він розташовувався у підвальному поверсі Палацу Роганів. 1992 року відбулося повторне відкриття музею, який знову зайняв підвальний поверх палацу.

## Колекції
У музеї зібрана найбагатша колекція регіональних археологічних знахідок у Франції. Тут представлено експонати, що датуються від часів неоліту до Середньовіччя.